# Blut-Johanniskraut
Das Blut-Johanniskraut (Hypericum androsaemum) oder Mannsblut  ist eine Pflanzenart aus der Gattung der Johanniskräuter (Hypericum) in der Familie der Johanniskrautgewächse (Hypericaceae).

## Beschreibung

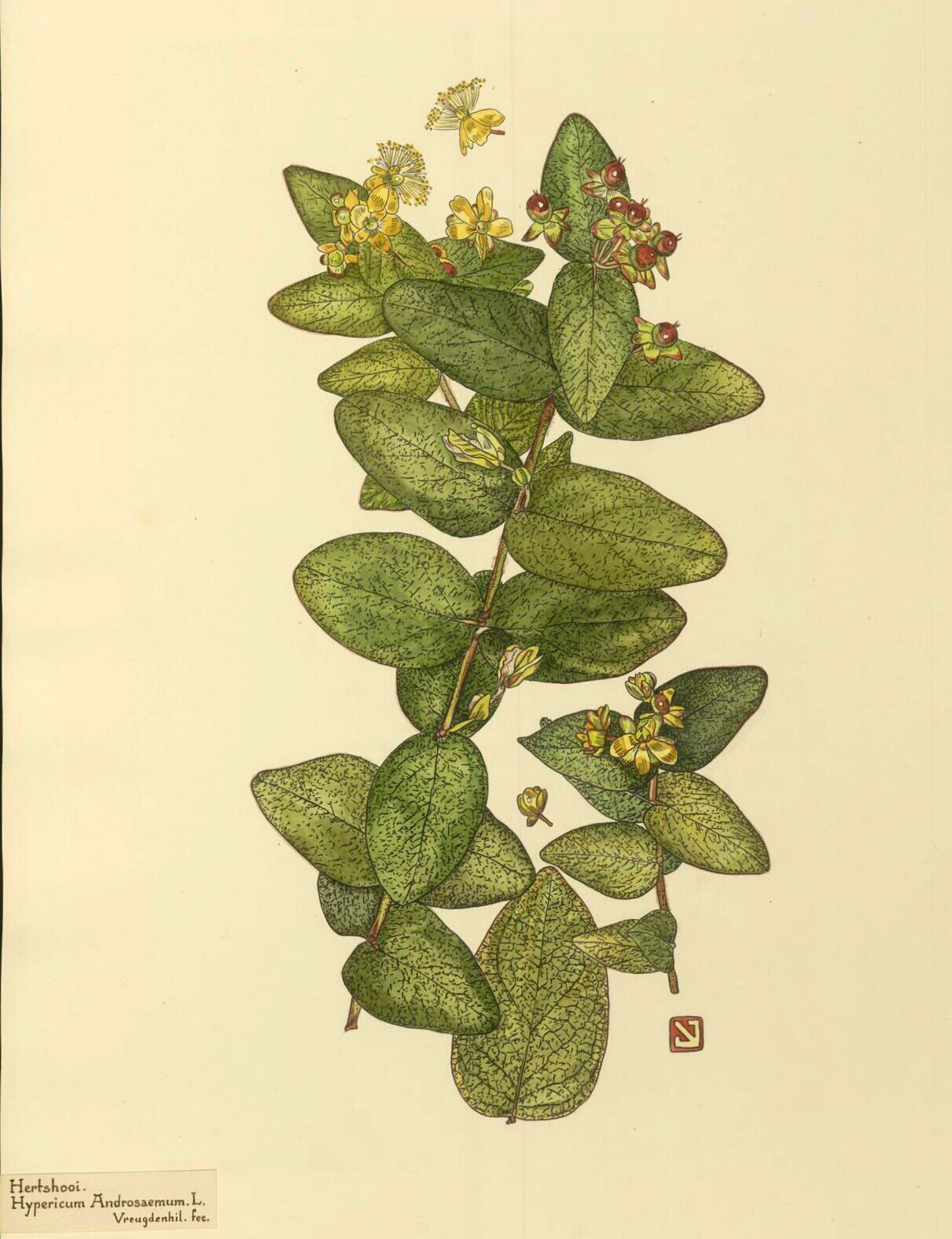
Illustration

### Vegetative Merkmale
Das Blut-Johanniskraut ist ein immergrüner, kahler Zwergstrauch von 30 bis 80, selten bis zu 100 Zentimetern Wuchshöhe. Sein kriechendes bis aufrechtes Stämmchen ist dicht verzweigt. An den locker verzweigten, aufrechten bis ausgebreiteten Ästen befinden sich zwei schmale Längsleisten.
Die gegenständig angeordneten Laubblätter sind sitzende. Die einfache Blattspreite ist bei einer Länge von 3 bis 10 Zentimetern sowie einer Breite von 1,5 bis 6 Zentimetern schmal- bis breit-eiförmig mit meist herzförmiger Spreitenbasis und stumpfem bis rundem oberen Ende. Die Laubblätter sind ledrig und umfassen häufig den Stängel, ihre Oberseite ist dunkelgrün, die Unterseite dagegen blaugrün, sie sind ganzrandig und aufgrund von Öldrüsen durchscheinend punktiert.

### Generative Merkmale
Die Blütezeit reicht von Juni bis August. Die langgestielten Blüten sitzen einzeln oder in kleinen Gruppen in den Achseln lanzettlicher Tragblätter, wo sie zusammengenommen endständige Scheindolden bilden. 
Die zwittrigen Blüten sind bei einem Durchmesser von 15 bis 30 Millimetern radiärsymmetrisch und fünfzählig mit doppelter Blütenhülle. Die ungleich großen Kelchblätter sind bei einer Länge von 5 bis 15 Millimetern sowie einer Breite von 3 bis 6 Millimetern eiförmig mit spitzem bis stumpfem obere Ende. Ihre Außenseite ist spärlich von drüsigen Haaren bedeckt und fällt nicht ab, an den reifen Früchten ist sie zurückgeschlagen. Die abfallenden, hellgelben Kronblätter sind bei einer Länge von 6 bis 11 Millimetern sowie einer Breite von 4 bis 6 Millimetern verkehrt-eiförmig mit stumpfem bis rundem oberen Ende. Die zahlreichen Staubblätter sind in fünf Gruppen angeordnet, welche am Grund verwachsen sind; sie überragen die Krone meist nicht. Der dreikammerige Fruchtknoten ist oberständig mit drei kurzen Griffeln mit kleinen Narben.
Die fleischige, kahle, vielsamige Beere ist bei einer Länge von 6 bis 10 Millimetern kugelförmig oder ellipsoid mit beständigem Kelch. Sie ist eine anfangs rot-braun, bei Reife aber glänzend schwarz. Die Samen sind etwa 1 Millimeter lang, ei- bis walzenförmig und längsgestreift durch grubenförmige Vertiefungen.

### Chromosomenzahl
Die Chromosomenzahl beträgt 2n = 40.

## Vorkommen
Das Verbreitungsgebiet des Blut-Johanniskrautes erstreckt sich von West- und Südeuropa bis nach Vorderasien. Das Blut-Johanniskraut kommt ursprünglich vor in Marokko, Algerien, Tunesien, Portugal, Spanien, Frankreich, Belgien, Großbritannien, Italien, Sizilien, Korsika, im früheren Jugoslawien, Bulgarien, in der Türkei, im Gebiet von Syrien und Libanon, im Kaukasusraum, im Iran und in Turkmenistan. Nach Norden kommt es im atlantischen Klima bis nach Irland vor, in Deutschland, Österreich sowie den Niederlanden kann die Art vereinzelt als Gartenflüchtling vorkommen. In Chile. Neuseeland und in Tasmanien ist die Art ein Neophyt.
Das Blut-Johanniskraut wächst in lichten Wäldern sowie in schattigen Gebüschen. Besondere Anforderungen an den Boden werden nicht gestellt, allerdings ist das Blut-Johanniskraut hauptsächlich in schattigen Lagen der Flachland- und Hügelregion anzutreffen. In der Schweiz kommt es im Erlenbruchwald in Gesellschaften des Alnion glutinoae vor.
Die ökologischen Zeigerwerte nach Landolt et al. 2010 sind in der Schweiz: Feuchtezahl F = 3+w (feucht aber mäßig wechselnd), Lichtzahl L = 3 (halbschattig), Reaktionszahl R = 3 (schwach sauer bis neutral), Temperaturzahl T = 3+ (unter-montan und ober-kollin), Nährstoffzahl N = 3 (mäßig nährstoffarm bis mäßig nährstoffreich), Kontinentalitätszahl K = 2 (subozeanisch).

## Volksmedizin
Aus den Blättern des Blut-Johanniskrautes wurden im Mittelalter Wundsalben und Wundtränke hergestellt.

## Bilder

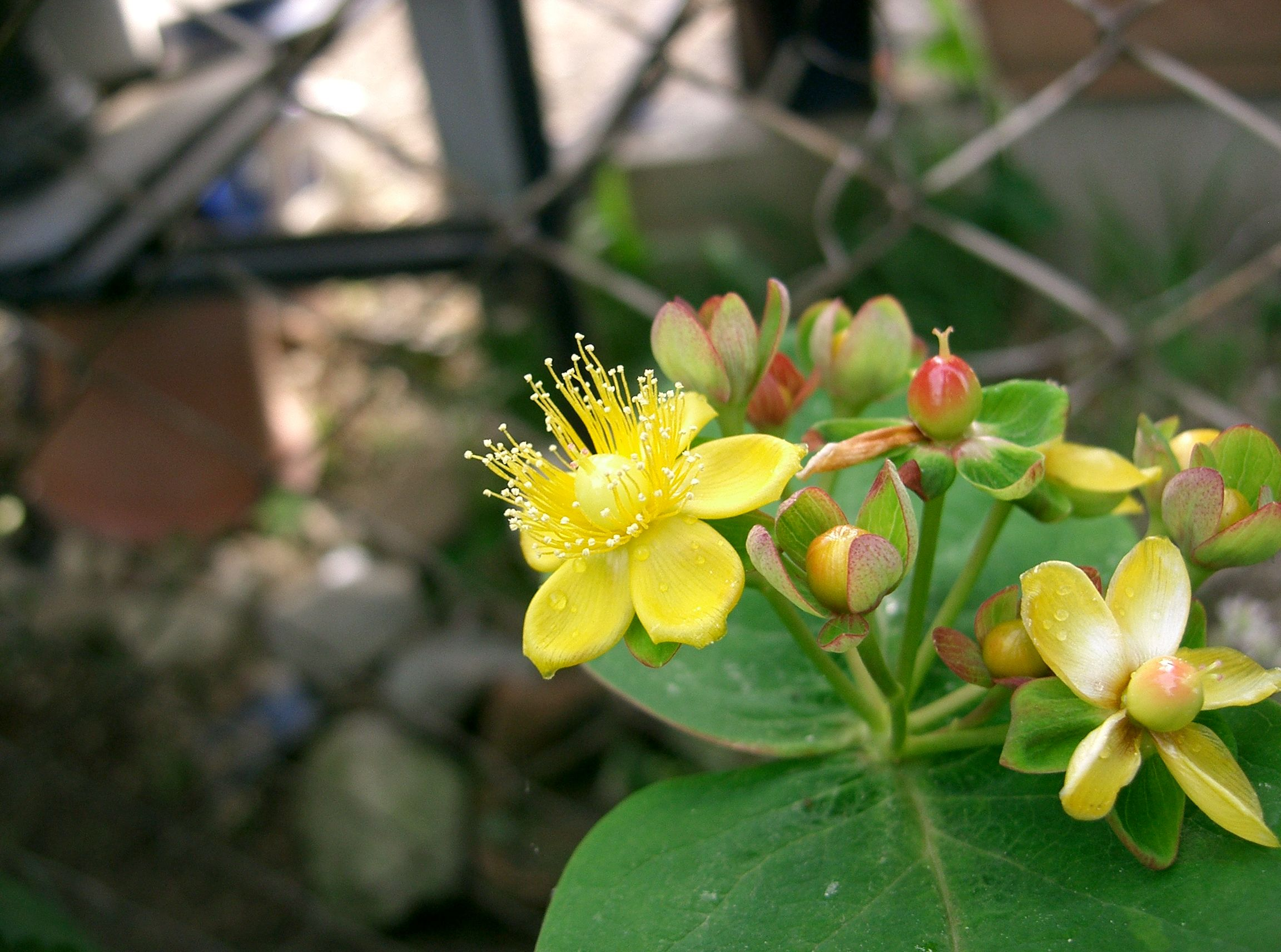
Scheindolde
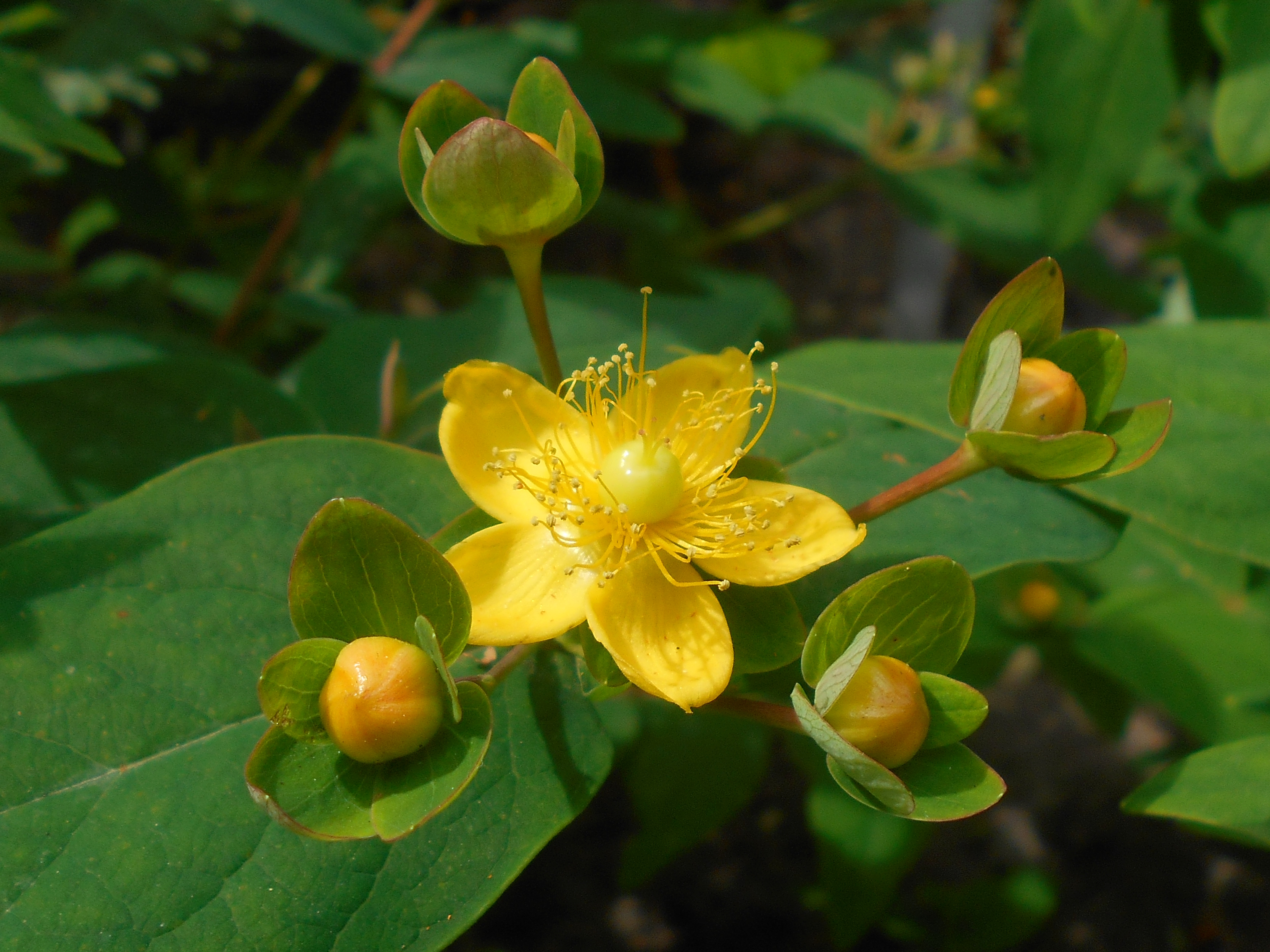
Blüte
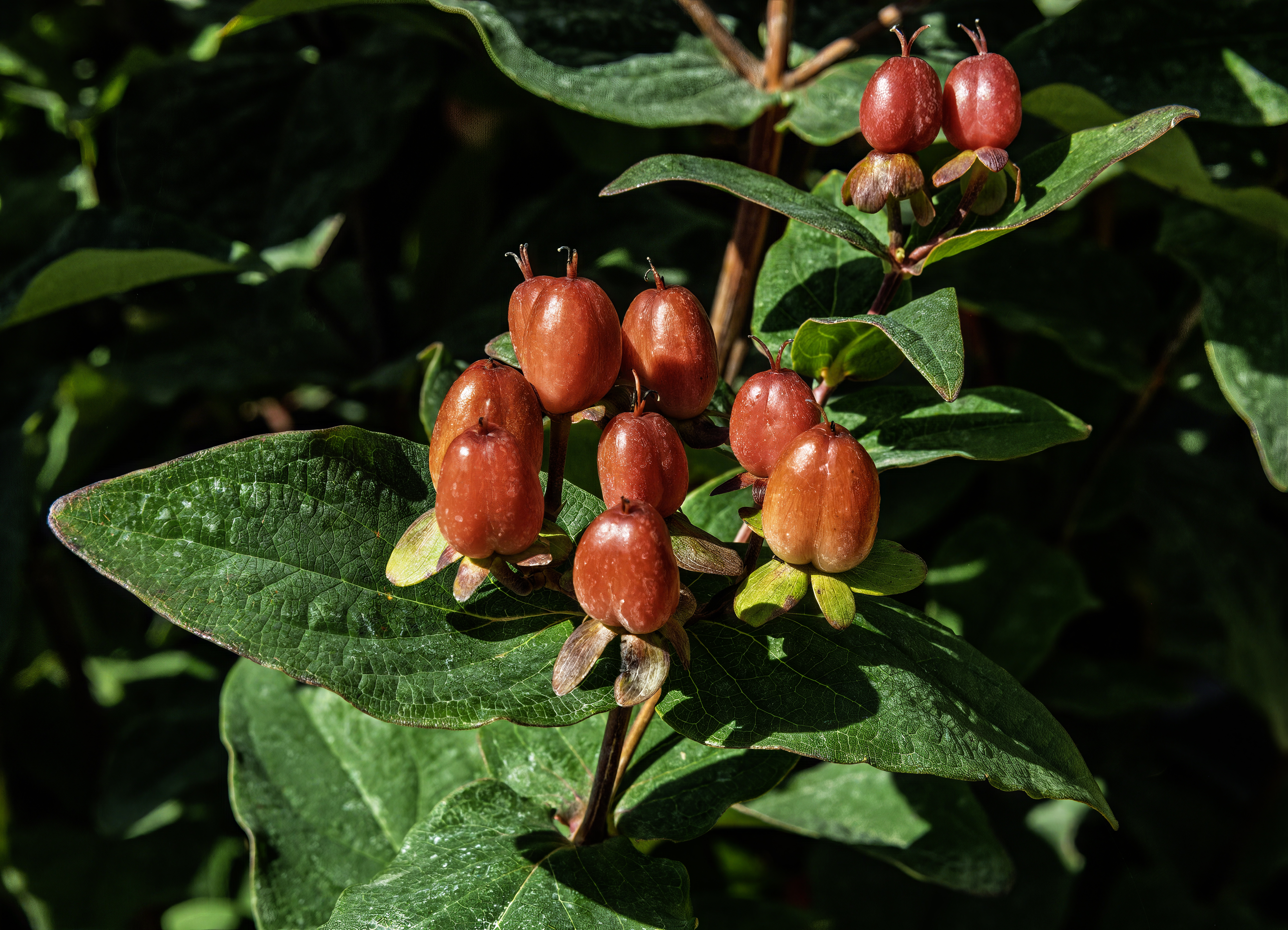
Jüngere rote Früchte
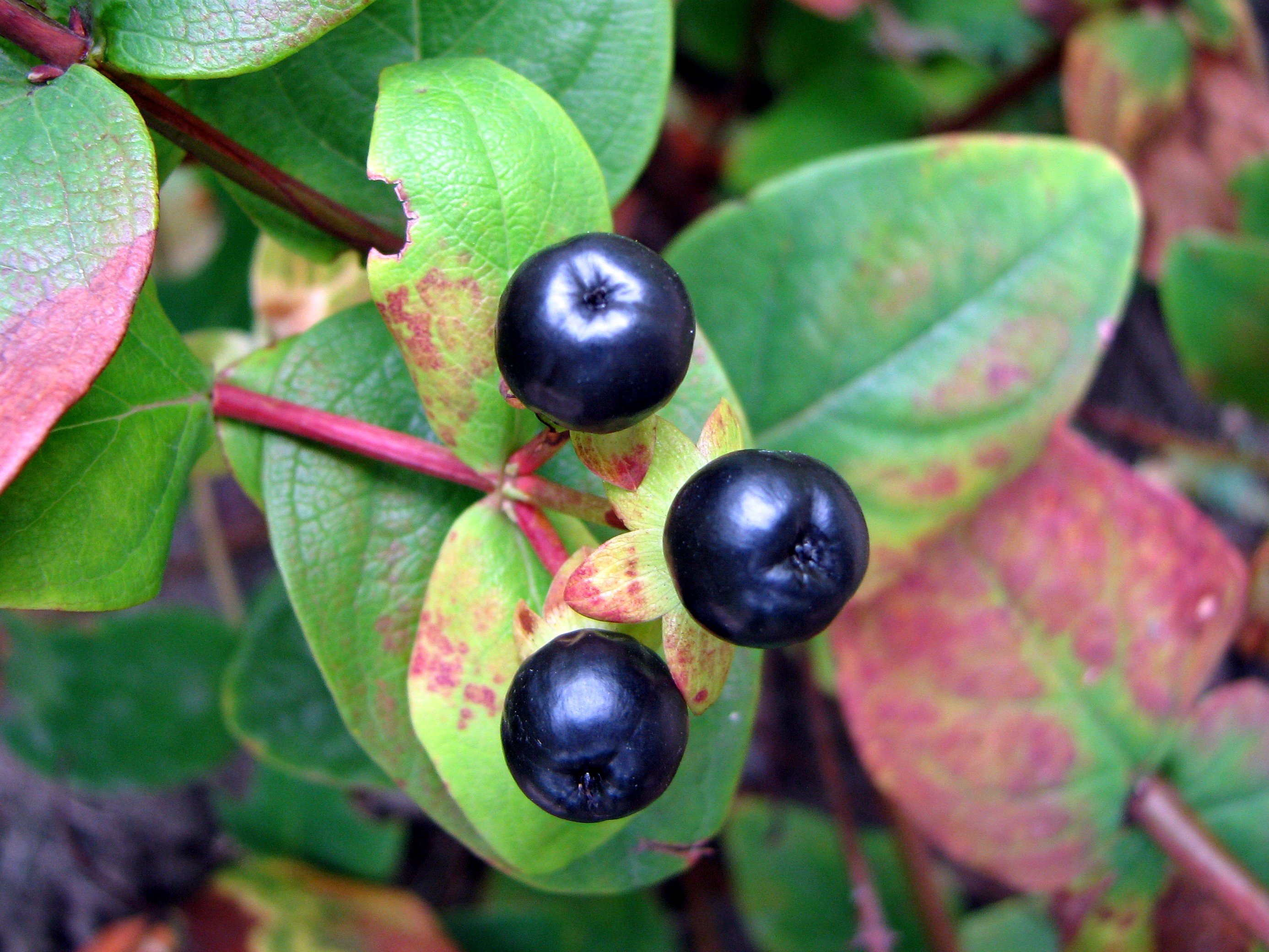
Reife schwarze Früchte
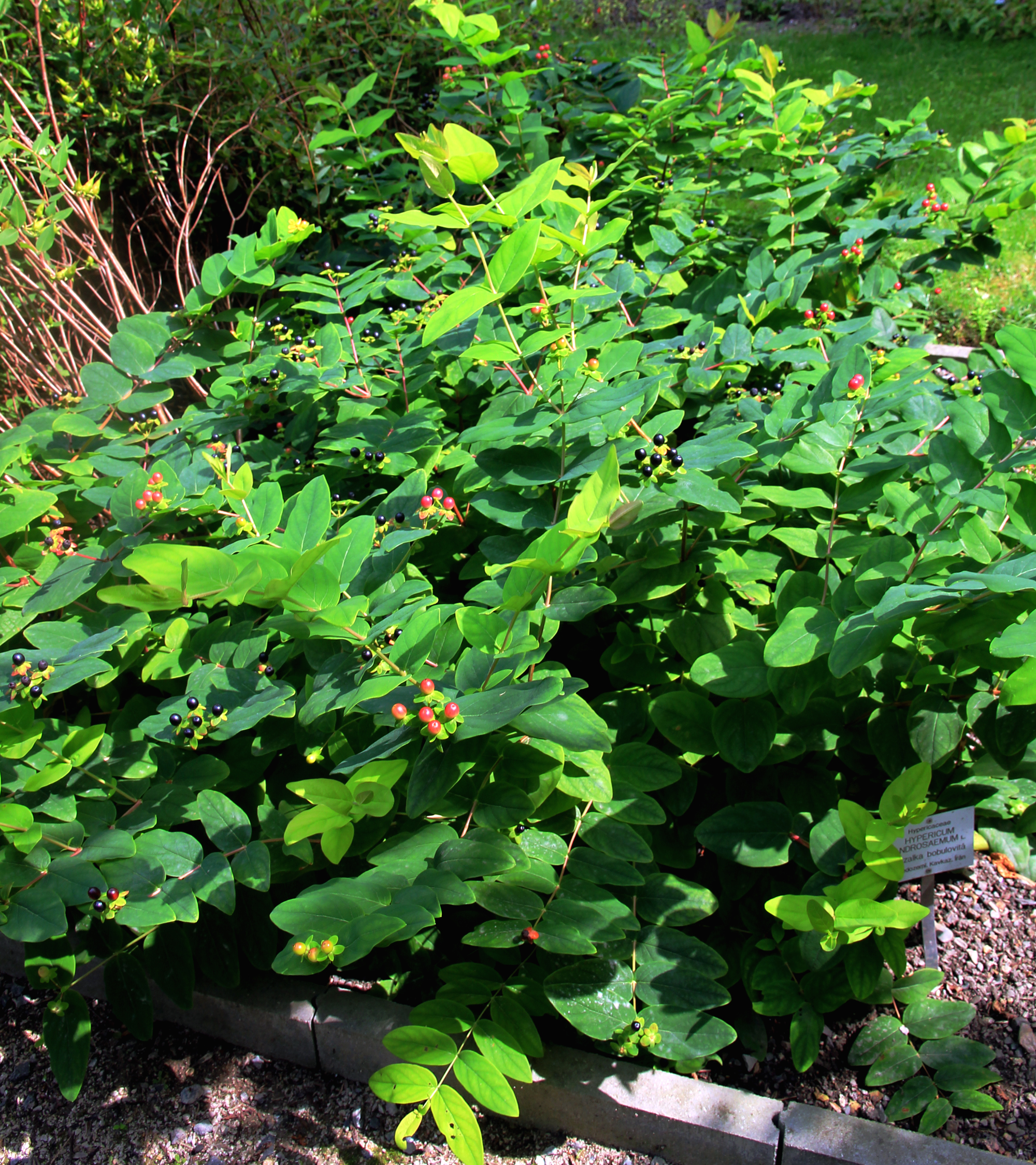